# Markus Schwaninger (Ökonom)

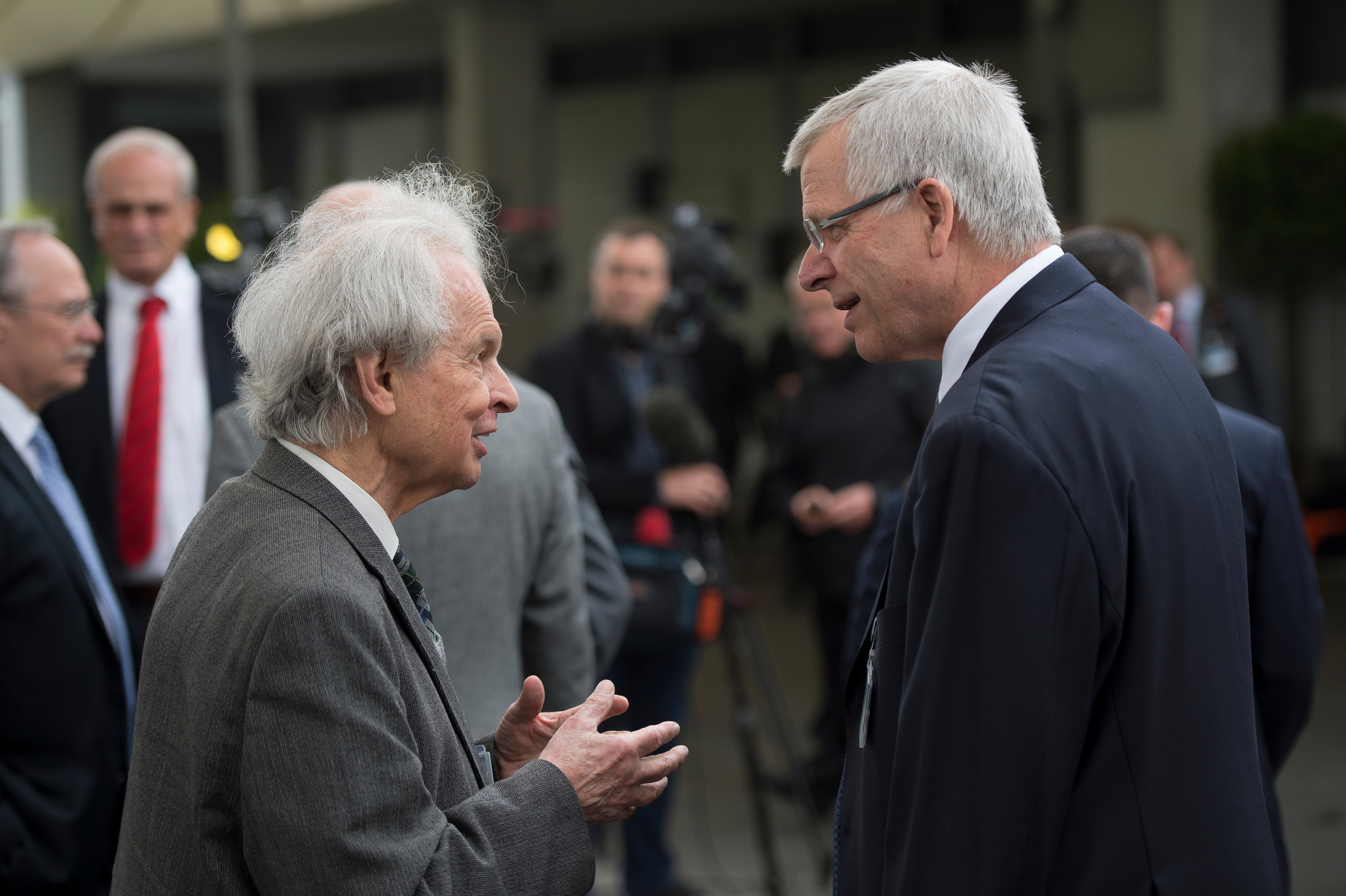
Markus Schwaninger (rechts) im Gespräch mit Hans Christoph Binswanger (2013)

Markus Schwaninger (* 26. Dezember 1947 in Salzburg) ist ein österreichisch-schweizerischer Ökonom. Er ist emeritierter Titularprofessor für Betriebswirtschaftslehre mit besonderer Berücksichtigung der Managementlehre an der Universität St. Gallen.
Schwaninger promovierte 1980 an der Universität Innsbruck mit einer Dissertation unter dem Titel Organisatorische Gestaltung in der Hotellerie. Anschließend war er Entwicklungsleiter am Management Zentrum St. Gallen. Ab 1981 Lehraufträge an der Hochschule St. Gallen (später: Universität St. Gallen). 1987 Habilitation zum Thema Integrale Unternehmensplanung. Ab 1990 Forscher und Dozent am Institut für Betriebswirtschaft der Universität St. Gallen. 1993 Titularprofessor. Der Fokus seiner Forschung liegt in den Bereichen Organisationale Intelligenz, Strategie und Organisation, Ökologie und Management, Methodisch vertritt er eine systemische Orientierung, mit den Schwerpunkten Organisationskybernetik und System Dynamics.
Internationale Beratungs- und Schulungsmandate. Langjähriger Managing Editor der System Dynamics Review.  Mitgliedschaften: Board der World Organization of Systems and Cybernetic (WOSC) und International Academy for Systems and Cybernetic Sciences.

## Werke
Ca. 300 Publikationen in 6 Sprachen. Siehe Weblink unten.